# 순정 (코요태의 음반)

음반 표지 (재발매판)

《순정》은 대한민국의 3인조 혼성그룹 코요태의 정규 1집 앨범이다.

## 개요
그룹의 데뷔는 1998년 12월에 이루어졌으나, 수록곡 재녹음 등의 이유로 음반 발매는 해를 넘기고 이루어졌다.

### 타이틀곡 〈순정(純情)〉
코요태의 1집 앨범 타이틀곡 "순정"은 코요태의 데뷔곡이자 많은 사람들에게 많이 알려진 곡이다. 1990년대 당시에는 우리나라 가요가 클럽에서 나오는게 드문 일이었지만 중국, 대만 등 세계에 있는 클럽에서 들린 건 순정이 최초이다.

### 후속곡 〈만남〉
활동 후반기에 김구가 잠시 미국으로 귀국하였기 때문에, 나진우가 객원 랩퍼로 활동하였다.
〈만남〉을 끝으로 코요태는 1집 활동을 마쳤다.

### 삼속곡
후보로 〈금지된 사랑〉이 있었으며, 이후 〈약속〉으로 내정되었으나 비자 만료로 인한 김구의 귀국으로 무산되었다.

## 수록곡
| #             | 제목                        | 작사           | 작곡          | 편곡          | 재생 시간 |
| ------------- | --------------------------- | -------------- | ------------- | ------------- | --------- |
| 1.            | 〈Prologue〉                |                |               | JK Lee        | 1:32      |
| 2.            | 〈순정(純情)〉              | 최준영         | 최준영        | 최준영        | 3:41      |
| 3.            | 〈금지된 사랑〉             | 이재경         | 임기훈        | 전윤건        | 3:38      |
| 4.            | 〈만남〉                    | 김진만         | 임기훈        | 이승희        | 3:33      |
| 5.            | 〈약속〉                    | GOO            | JK Lee        | JK Lee        | 4:39      |
| 6.            | 〈편지〉                    | 이재경, JK Lee | 김규남        | 김규남        | 3:32      |
| 7.            | 〈그래〉                    | 이승희         | 이승희        | 이승희        | 3:07      |
| 8.            | 〈기억해줘〉                | GOO            | 임기훈        | 임기훈        | 4:14      |
| 9.            | 〈내 사랑 전할 수 있다면〉  | 손상욱, JK Lee | 임기훈        | 임기훈        | 4:00      |
| 10.           | 〈순정(純情)〉 (Remix Ver.) | 최준영         | 최준영        | 최준영        | 3:40      |
| 11.           | 〈순정(純情)〉 (Inst.)      |                | 최준영        | 최준영        | 3:41      |
| 총 재생 시간: | 총 재생 시간:               | 총 재생 시간:  | 총 재생 시간: | 총 재생 시간: | 37:17     |

## 특징
- 4번 트랙 〈만남〉은 임기훈의 정규 3집 음반에 수록된 〈당신과 만난 이날〉을 댄스풍으로 리메이크한 곡이다.